# Judit Temes
Judit Temes z domu Tuider, później Gorácz (ur. 10 października 1930 w Sopronie, zm. 11 sierpnia 2013 w Budapeszcie) – węgierska pływaczka. Dwukrotna medalistka olimpijska z Helsinek.
Specjalizowała się w stylu dowolnym i w Helsinkach zwyciężyła w sztafecie kraulowej oraz była trzecia w wyścigu na 100 metrów. Brała udział w IO 48 i IO 56, była mistrzynią Węgier na różnych dystansach oraz medalistką mistrzostw Europy.

## Starty olimpijskie
Helsinki 1952
- 4 × 100 m kraulem –  złoto
- 100 m kraulem –  brąz